# Estação Marítima de Melilha
A Estação Marítima de Melilha é uma importante infraestrutura portuária localizada na cidade autónoma de Melilha, no norte de África. É um ponto importante para o transporte de passageiros, veículos e mercadorias, e facilita as conexões entre Melilha e a Península Ibérica.

### História
A Estação Marítima de Melilha tem experimentado diversas fases de desenvolvimento ao longo dos anos. Em 2008, inaugurou-se uma nova e moderna terminal de passageiros, que representou uma importante melhoria na capacidade e eficiência do porto. Com uma superfície de 14.000 m², o novo terminal foi desenhado para otimizar os processos de embarque e desembarque, melhorando tanto a segurança como o conforto dos viajantes. Esta renovação foi parte de um esforço para modernizar a infraestrutura portuária da cidade e adaptá-la às crescentes demandas do transporte marítimo.

### Descrição
O novo terminal de passageiros concentra grande parte da atividade do porto, melhorando a experiência dos viajantes mediante um design funcional e moderno. O terminal oferece amplos espaços para o trânsito de passageiros e aumentou o nível de segurança e controle nos procedimentos de embarque e desembarque.
Uma característica destacada do terminal é o seu shopping, que proporciona diversos serviços e opções de lazer. Este centro inclui lojas, restaurantes e outras instalações que permitem aos passageiros desfrutar de seu tempo de espera de forma confortável.

### Conexões
O Porto de Melilha está ligado principalmente aos portos de Almería, Motril e Málaga na Península Ibérica. Estas rotas são essenciais para o transporte de pessoas e mercadorias e reforçam o papel de Melilha como ponto de enlace entre Europa e África.

### Importância
A Estação Marítima de Melilha desempenha um papel fundamental na economia local e regional, facilitando o comércio, o turismo e a mobilidade entre a Europa e a África. A inauguração do novo terminal em 2008 marcou uma marca na modernização do porto, consolidando Melilha como um ponto de referência nas conexões marítimas entre ambos os continentes.
Ademais, é um ponto importante na Operação Passagem do Estreito, oferecendo as instalações necessárias para gerir o alto volume de passageiros e veículos durante este período.

## Enlaces externos
- Estação Marítima de Melilla